# Polux
Polux – вимірювальний прилад, що дає можливість перевірити стан дерев'яних, електричних та телефонних стовпів.

## Опис

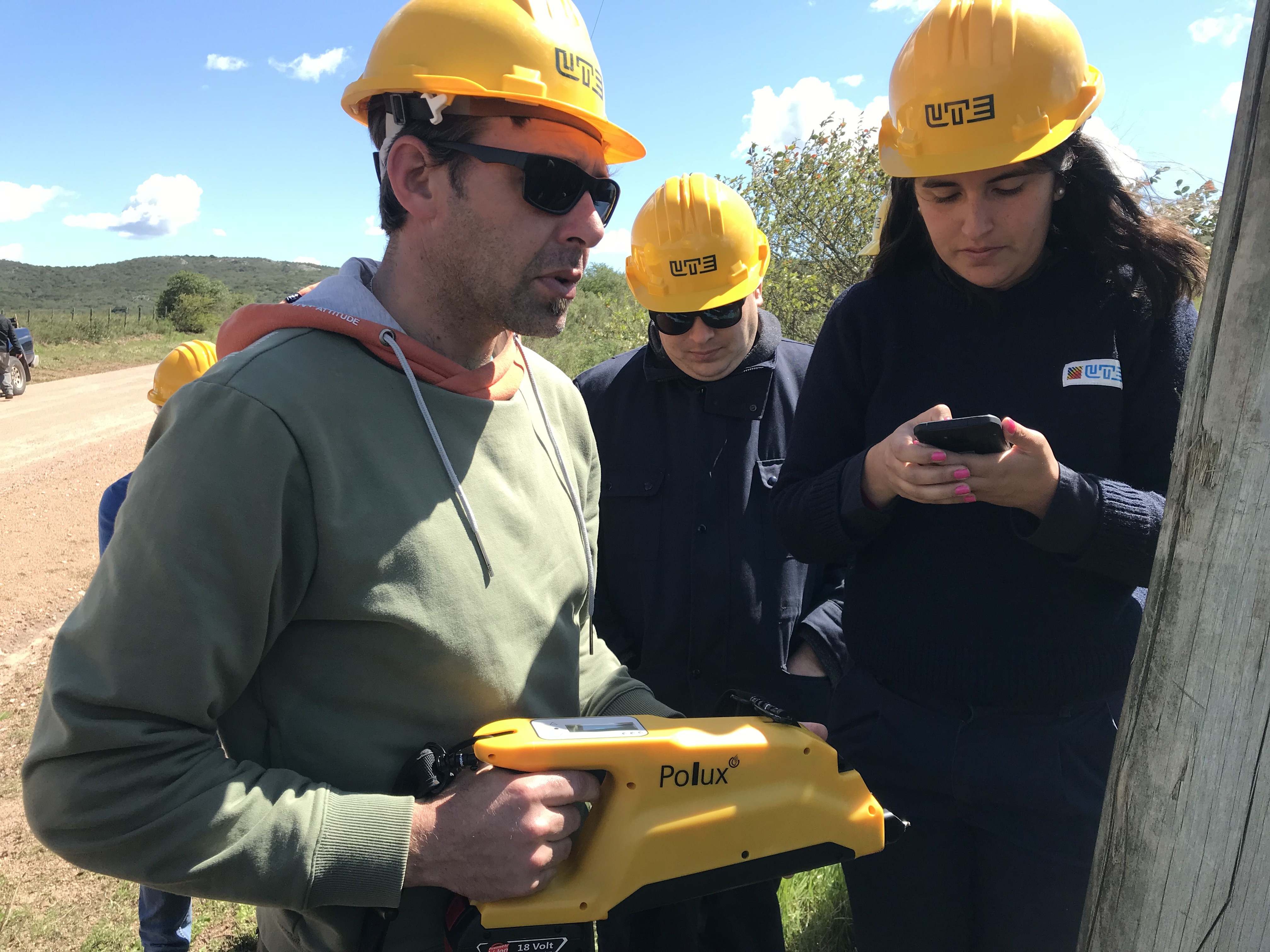
Polux

Технологія Polux дозволяє проводити діагностику безпеки та технічне обслуговування. Вимірювання дозволяють операторам зафіксувати підйом стовпів та перевірити стан деревини щоб оцінити їх залишковий ресурс ,  .

## Історія
Технологія Polux була розроблена на початку 90-х професором Жан-Люк Сандос як продовження Sylvatest за початковим запитом EDF, який вирішив подвійну проблему як з безпекою так і з терміном служби їх полюсів  .
У 2003 році ця технологія була представлена на 17-му Міжнародному конгресі електричних розподільчих мереж в Барселоні  .

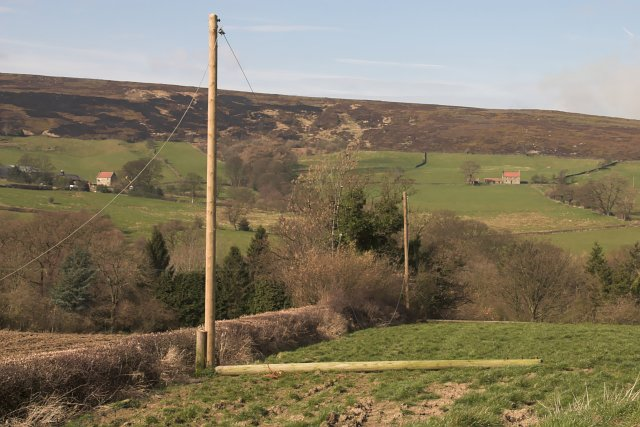
Заміна посту

У 2017 році у звіті CGT of Orange наголошується на небезпеці стовпів, які не обслуговуються. Також був продемонстрований за допомогою кількох великомасштабних порівняльних випробувань, науковий внесок технології Polux у підвищенні безпеки персоналу та використанні досвіду Енедіс .
Він працює з програмним забезпеченням Picus, яке використовує дані, що складаються з вимірювань локальної денситометрії на лінії ґрунту та гігроскопічних вимірювань , ,  .
Технологія Polux продовжує розвиватися в корпоративному центрі досліджень та розробок CBS-Lifteam під керівництвом Яна Бенуа ,  .
5 версія дозволяє швидше збирати та обробляти дані завдяки мініатюрному інструменту та додатку Picus, що завантажується на смартфон , ,  .
Технологія Polux присутня в декількох країнах і активно використовується в США, Канаді та Австралії , , ,  .

## Нагороди
- У 2003 році Wall Street Journal присудив першу премію за інновації технології Polux [17] .
- У 2006 р. на 14-му Міжнародному симпозіумі з приладів для неруйнівного контролю були представлені досягнення в галузі технологій [2] .
- У 2011 році на міжнародному семінарі для дистриб'юторів електроенергії було представлено використання технології Polux у Німеччині, зокрема на прикладі Deutsche Telekom [18] .